# Svend Pedersen
Svend Ove Pedersen (født 31. oktober 1920 - 3. august 2009) var en dansk roer fra Frederiksværk. Han repræsenterede Frederiksværk Roklub.
Pedersen vandt, sammen med Poul Svendsen fra København og Jørgen Frantzen fra Holbæk, bronze i toer med styrmand ved OL 1952 i Helsinki. Danskerne sikrede sig medaljen efter en finale, hvor Frankrig vandt guld mens Tyskland fik sølv. Trioen havde op til legene trænet (uden træner) på Arresø i Nordsjælland, og ved hjemkomsten fra Helsinki blev de tre hyldet af 2000 Frederiksværk-borgere på byens torv.
Det var den ene af seks danske medaljer ved 1952-legene. Det var det eneste OL, Pedersen deltog i.
Pedersens søn, Egon Pedersen, blev også olympisk roer og deltog ved OL 1972 i München.

## OL-medaljer
- 1952:  Bronze i toer med styrmand